# 베날마데나

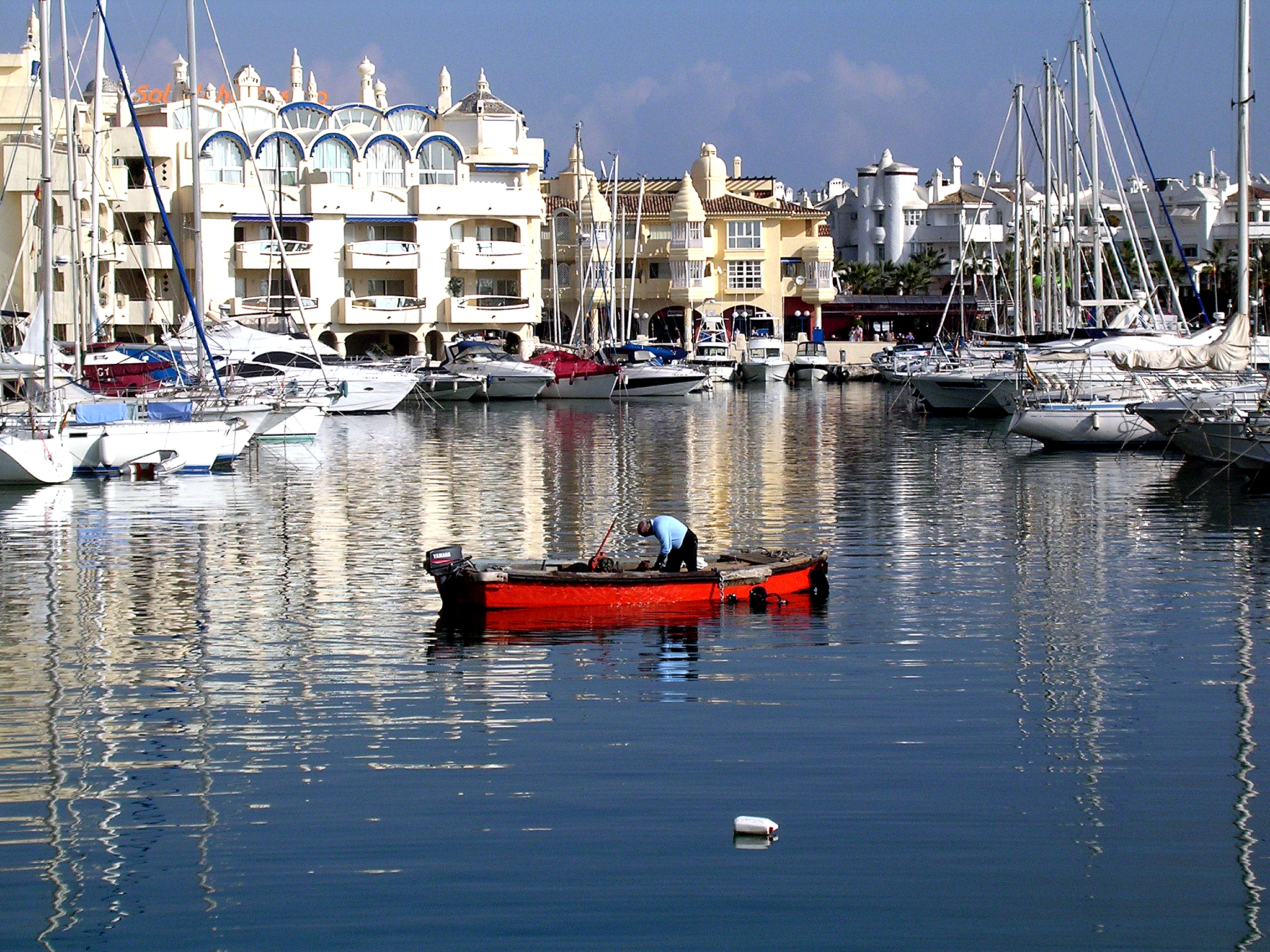
베날마데나

베날마데나(Benalmádena)는 스페인 안달루시아 지방 말라가 주에 위치한 도시이다.